# Lycosa tula
Lycosa tula este o specie de păianjeni din genul Lycosa, familia Lycosidae. A fost descrisă pentru prima dată de Strand, 1913.
Este endemică în Western Australia. Conform Catalogue of Life specia Lycosa tula nu are subspecii cunoscute.